# MacGillycuddy's Reeks
MacGillycuddy's Reeks är en bergskedja i republiken Irland.   Den ligger i grevskapet Kerry och provinsen Munster, i den sydvästra delen av landet, 280 km sydväst om huvudstaden Dublin.
Den högsta toppen är Carrauntoohill, 1 038 meter över havet.
Topografiskt ingår följande toppar i Macgillycuddys Reeks:
- Beenkeragh
- Brassel Mountain
- Caher
- Carrauntoohill
- Curraghmore
- Drishana
- Feabrahy
- Knockbrack
- Knockbrinnea
- Skregbeg
- Skregmore